# Château de Belleperche
Pour les articles homonymes, voir Belleperche.
Le château de Belleperche était un château fort, aujourd'hui disparu, situé sur l'actuelle commune de Bagneux, dans l'Allier. C'était le siège de l'une des châtellenies du Bourbonnais. Belleperche fut le théâtre d'un épisode important de la guerre de Cent Ans : en 1369-1370, Louis II, duc de Bourbon, fit le siège de la forteresse pour essayer de délivrer sa mère, Isabelle de Valois, retenue prisonnière par des routiers gascons.

## Historique

### Le siège de Belleperche (1369-1370)
Au cours de l'été ou de l'automne 1369, un petit groupe d'une trentaine de « routiers » gascons, du parti des Anglais, réussit à s'emparer par ruse du château, où résidait la duchesse douairière de Bourbon, Isabelle de Valois. Louis II, qui se trouvait alors à la cour, accourut, réunit des troupes et mit le siège devant Belleperche. Le siège dura trois mois ; le duc fit installer quatre grands engins de sièges qui envoyaient nuit et jour des pierres sur la forteresse, faisant de gros dégâts. Mais une troupe de routiers poitevins et aquitains commandée par deux princes anglais, le comte de Cambridge, fils du roi Édouard III, et le comte de Pembroke vint au secours des assiégés et retarda la prise du château. Louis II réussit finalement à prendre Belleperche, mais ne put empêcher les routiers, Bernardon de la Salle, Bernard de Wisk et Hortingo de la Salle de s'échapper en emmenant la duchesse en otage ; elle ne fut libérée que deux ans plus tard contre rançon. Cet épisode contribua grandement à la gloire du duc.